# Ван Зеланд, Поль
Поль Гийом ван Зеланд (фр. Paul Guillaume van Zeeland; 11 ноября 1893, Суаньи, — 22 сентября 1973, Брюссель) — бельгийский юрист, экономист, католический государственный и политический деятель, виконт.

## Биография
Ван Зеланд был профессором права. Он возглавлял Институт экономических наук в Католическом университете (Лёвен), а позднее стал заместителем руководителя Национального банка Бельгии.
В марте 1935 года он стал премьер-министром правительства национального единства (коалиция в составе трёх основных партий: католики, либералы и социалисты). Обладая властью, он смог уменьшить последствия экономического кризиса, переживаемого страной, путём девальвации национальной валюты и прибегая к экспансивной бюджетной политике.
Правительство ван Зеланда подало в отставку весной 1936 года в связи с агитацией рексистов, но он смог вновь прийти к власти (занимал пост премьер-министра в июне 1936 — ноябре 1937 года). После объявления военного положения правительство смогло подавить рексистов.
Второе правительство ван Зеланда провело программу прогрессивных социальных реформ, установив 40-часовую рабочую неделю и приняв меры по борьбе с безработицей, которая помогла облегчить политическую напряжённость. Также во время второго срока правления его кабинета Бельгия отказалась от военного союза с Францией и вернулась к своей традиционной политике нейтралитета, которую в настоящее время называют «политикой независимости».
В 1939 году ван Зеланд стал президентом комитета по делам беженцев, созданного в Лондоне, а в 1944 году был назначен Верховным комиссаром по делам репатриации перемещённых бельгийцев. В 1946 году он был одним из основателей Лиги Европы по экономическому сотрудничеству. После Второй мировой войны он занимал должность министра иностранных дел в нескольких католических правительствах в период между 1949 и 1954 годами и был экономическим советником правительства Бельгии и Совета министров НАТО.